# 湖南师范大学
湖南師範大学，簡稱湖南師大或湖師大，位於湖南省長沙市嶽麓區，主校區東瀕湘江，西偎嶽麓山，為中华人民共和国双一流、211工程建設高校。學校前身為中國第一所獨立設置的師範學院——國立師範學院，成立於1938年10月27日。學校現有七個校區，占地2774餘畝，建築面積125餘萬平方米。建校以來，學校已培养畢業生五十餘萬人，分布于海内外。在校學生四萬餘人，其中研究生一萬餘人，國際學生近一千二百人。

## 歷史沿革

### 國立師範學院

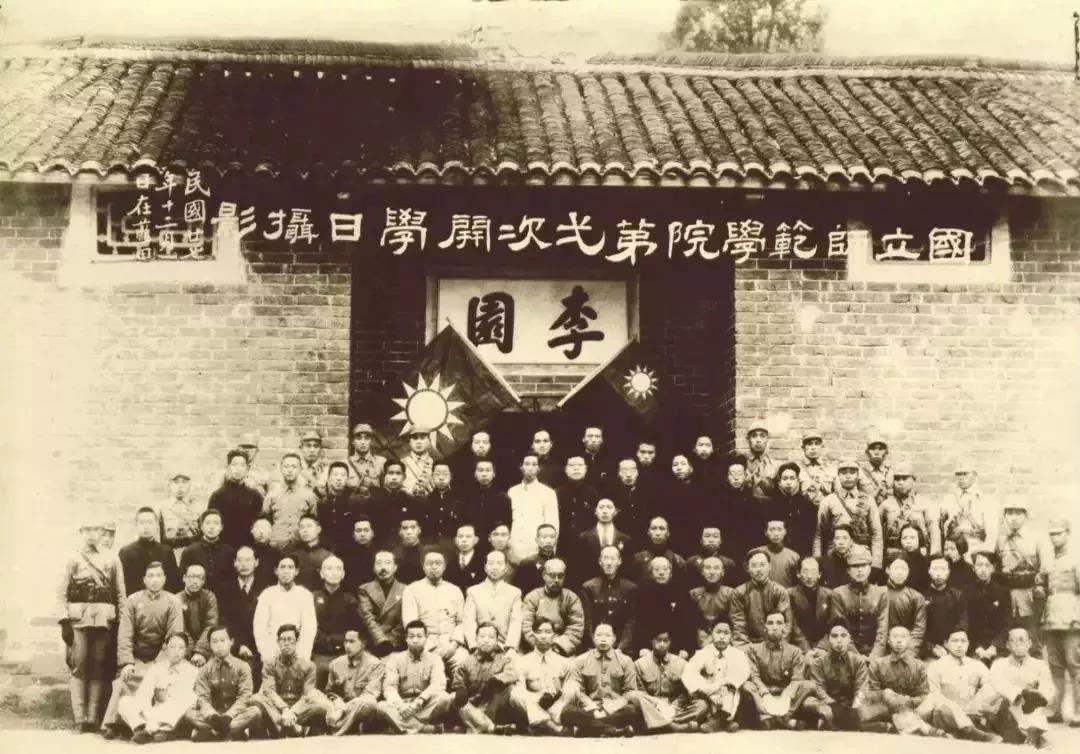
國立師範學院第一次開學日攝影

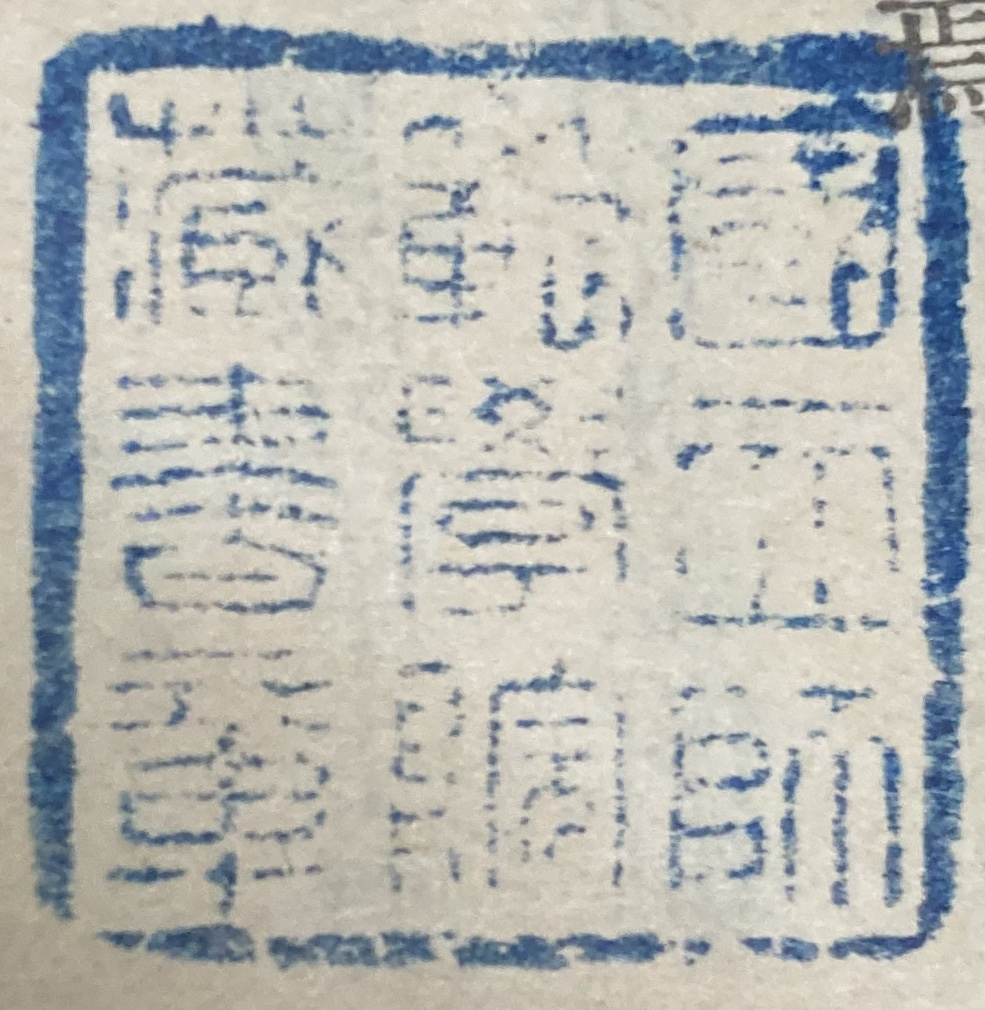
图书馆章

國立師範學院（英語：National Teachers College，縮寫為），簡稱國立師院或國師，為現今湖南師範大學的前身，成立於民國27年（公元1938年）10月27日，適逢抗日戰爭時期。院址最初設在湖南省安化縣藍田鎮（今湖南省漣源市藍田街道），後因抗日戰爭局勢惡化而於民國33年（1944年）遷至漵浦縣（今湖南省懷化市漵浦縣），並在民國34年（1945年）抗日戰爭勝利後遷至衡山縣南嶽鎮（今湖南省衡陽市南嶽區）。原本擬定抗日戰爭勝利後遷往首都南京市辦學，更名為「國立中央師範學院」并改制為「國立中央師範大學」，可惜因為政治因素而未能成行。
民國38年（1949年）12月，學校併入國立湖南大學。另外，學校設有國立師範學院附屬中學（簡稱「國師附中」），1950年與湖南省立第十二中學合併成立湖南省立衡山中學（今衡東縣第一中學）。國立師範學院的成立同時也確立獨立設置師範學校的制度，影響日後中國大陸與臺灣地區師範學校的發展。國立師範學院為錢鍾書小說《圍城》故事背景「三閭大學」的原型。

### 湖南師範學院
1953年8月，湖南大學因院系調整遭撤銷，成立中南土木建築學院（今湖南大學）與湖南師範學院，其中后者以國立師範學院為基礎，整併湖南大學文教學院的中國語文系、教育系，社會科學院的歷史系，自然科學院的數學系、物理系、化學系與生物系，以及師範部的語文、歷史、數學、物理、化學、生物等專修科。同時，南昌大學文法學院教育系與師範部、平原師範學院（今河南師範大學）生物系，以及清華大學、南昌大學、東北師範大學、華南師範學院、平原師範學院部分學生也併入湖南師範學院，為當時全國專業設置最多的師範院校之一。原湖南大學的歷史檔案全部交湖南師範學院保管，原湖南大學校區以牌樓口、自卑亭至一院馬路為界，劃為南北兩院，路南為中南土木建築學院，路北為湖南師範學院，院址設在嶽麓書院。學院設立中國語文、歷史、教育、數學、物理、化學、生物等七系六科。
1954年1月，原湖南大學員工子弟小學、幼兒園改為湖南師範學院附屬單位。
1955年1月，長沙市第四中學改為湖南師範學院附屬中學（今湖南師範大學附屬中學）。1957年，長沙師範專科學校併入湖南師範學院，學院增設外語、地理兩系，共設九系七科。
1960年，為支援湖南大學復辦，湖南師範學院從老湖南大學遷出，遷至河西二里半，同時贈與湖南大學部分圖書及動植物標本，兩校以岳麓山坡下新老至善村、屈子祠、麓山門、鳳凰山山脊為界，其以北及以東劃歸湖南師範學院。
1961年9月，湖南藝術學院、湖南體育學院併入湖南師範學院，學院增設藝術、體育兩系。1962年1月，湖南大學的中文系、政治經濟系並入湖南師範學院。1963年，湖南大學生物係並入湖南師範學院。
因受文化大革命衝擊，學院於1966年至1969年停止招生，1970年9月恢復招生。
1981年11月，學院獲得碩士學位授予權，為首批獲得碩士學位授權的高校之一。

### 湖南師範大學
1984年9月，更名為湖南師範大學。設立中文、歷史、政治教育、外語、教育、藝術、數學、物理、化學、生物、地理、體育，共12系14個專業。
1988年，湖南省圖書情報學校併入。1989年，學校改藝術系設立藝術學院並建立職業技術學院，此後陸續將原有系全部調整、改設為學院。1990年12月，學校獲得博士學位授予權。
1996年11月，通過國家211工程部門預審。1999年6月，正式啟動「九五」211工程全面建設。
2000年3月，合并湖南教育學院。2001年1月，合并湖南政法管理幹部學院併。9月，創辦四年制本科獨立學院樹達學院。 2002年3月，合并湖南醫學高等專科學校，成立醫學院。 
2004年，與湖南省人民醫院、解放軍第163醫院簽署合作協議，成立學校第一、第二附屬醫院，湘東醫院改成第三附屬醫院。
2007年5月，與俄羅斯喀山國立大學共建孔子學院。 2014年9月，與韓國圓光大學共建孔子學院。2015年5月，與美國南猶他大學共建孔子學院。
2017年9月，入選双一流建設高校，「外國語言文學」入選「世界一流學科」建設。
2019年，成為教育部與湖南省重點共建「世界一流大學和一流學科」建設高校。5月29日，時任美國駐華大使泰瑞·布蘭斯泰蒞臨訪問，希望學校與美國高校強化交流，深化合作，為中美友好培養更多高水平人才。

### 其他併入學校的歷史沿革
- 長沙師範專科學校，其前身是湖南教師進修學院，創辦於1953年初。1955年6月，成立長沙師範專科學校，設中文、數學、物理三科，校址在長沙河西左家壟（現湖南師範大學南院），1957年10月，併入湖南師範學院。
- 湖南藝術學院，創辦於1958年，原名湖南藝術專科學校。1959年，湖南師範學院南院部分教學設施與湖南省文藝幹校、湖南省戲劇學校併入，後更名為湖南文藝學院、湖南藝術學院，設音樂系、美術系、戲劇系與舞蹈科。1962年9月，其音樂系與美術係並入湖南師範學院，成立湖南師範學院藝術系，其餘系科撤銷。
- 湖南體育學院，創辦於1958年6月。1959年，湖南師範學院體育科與湖南體育學校併入，以湖南師範學院體育科為院址，設運動系與體育系。1961年9月併入湖南師範學院，成立湖南師範學院體育系。
- 湖南教育學院，是在湖南教育幹部學校的基礎上發展起來的，其前身可追溯到湖南教師進修學院、湖南省教育行政幹部學校與礦冶速成中學、湖南工農速成中學、湖南科技學校。1953年，成立礦冶速成中學。1955年，改為湖南工農速成中學。1958年，改為湖南科技學校。1962年與1959年成立的湖南教師進修幹部學校、湖南省教育行政幹部學校合併成立湖南教育幹部學校，1969年停辦，1974年復校。1980年，與湖南省中小學教學輔導部、湖南師範學院平江分院合併，改建為湖南教育學院，定址長沙河西桃花坪。2000年4月，併入湖南師範大學。
- 湖南省政法管理幹部學院，前身為1956年創辦的湖南省政法幹部學校，文化大革命期間停止辦學，1981年復校。1984年，改建為湖南省政法管理幹部學院。1988年，與湖南省司法學校合併。2001年11月，併入湖南師範大學。
- 湖南醫學高等專科學校，最早可追溯到1911年美國人胡美博士設立的雅禮護病講習所，第一位校長系美國高級護士，文學士NDCage（蓋傑）。1914年9月，更名為雅禮護病學校。1935年，更名為湖南私立湘雅醫學院附設高級護士職業學校。1951年，更名為湘雅護士學校，由湘雅醫學院領導。1953年，更名為湖南醫學院附設護士學校。1961年，更名為湖南護士學校，由湖南省衛生廳領導。1965年，更名為湖南省衛生學校。1984年，與湖南省衛生廳幹部進修學院合併，成立湖南省衛生職工醫學院，定址長沙河西咸嘉湖。1989年3月，改制為湖南醫學高等專科學校。2002年3月，併入湖南師範大學，成立湖南師範大學醫學院。

## 歷任校長

### 國立師範學院
| 任期   | 姓名       | 任期                    | 備注                                   |
| ------ | ---------- | ----------------------- | -------------------------------------- |
| 第一任 | 廖世承     | 1938年10月 — 1947年08月 | 原國立師範學院籌備委員會主任委員       |
| 第二任 | 皮名舉代理 | 1947年08月 — 1948年04月 | 原國立師範學院教務長                   |
| 第三任 | 康辛元     | 1948年04月 — 1948年08月 | 因中國共產黨運動的學潮罷課抗拒而未到任 |
| 第四任 | 謝扶雅代理 | 1948年08月 — 1948年11月 | 原國立師範學院公民訓育學系主任         |
| 第五任 | 陳東原     | 1948年11月 — 1949年05月 | 原中華民國教育部資料研究室主任         |
| 第六任 | 王兆澄代理 | 1949年05月 — 1949年08月 | 為請領國立師範學院經費而遇害殉職       |
| 第七任 | 汪梧封代理 | 1949年08月 — 1949年12月 | 原國立師範學院英語學系主任             |

### 湖南師範學院
| 任期   | 姓名   | 任期                    | 備注                                 |
| ------ | ------ | ----------------------- | ------------------------------------ |
| 第一任 | 朱 凡  | 1953年08月 — 1955年07月 | 原湖南師範學院籌備委員會主任         |
| 第二任 | 劉壽祺 | 1955年07月 — 1978年04月 | 原湖南省教育廳副廳長                 |
| 第三任 | 李秋楓 | 1978年04月 — 1981年09月 | 兼任中國共產黨湖南師範學院委員會書記 |
| 第四任 | 尹長民 | 1981年09月 — 1983年11月 | 原湖南省科學技術協會副主席           |
| 第五任 | 林增平 | 1983年11月 — 1984年09月 | 原湖南省師範學院副院長               |

### 湖南師範大學
| 任期   | 姓名   | 任期                    | 備注                               |
| ------ | ------ | ----------------------- | ---------------------------------- |
| 第五任 | 林增平 | 1984年09月 — 1986年04月 | 原湖南師範學院院長                 |
| 第六任 | 張楚廷 | 1986年04月 — 2000年04月 | 原中國共產黨湖南師範學院委員會書記 |
| 第七任 | 劉湘溶 | 2000年04月 — 2015年07月 | 原湖南省社會科學院院長             |
| 第八任 | 蔣洪新 | 2015年07月 — 2019年07月 | 原湖南師範大學副校長               |
| 第九任 | 劉起軍 | 2019年07月 — 2023年01月 | 原湖南師範大學副校長               |
| 第十任 | 劉仲華 | 2023年12月 —            | 原湖南農業大學教授                 |

## 大學標識

### 校訓
|                    | 仁愛精勤 |
| ——湖南师范大学校训 |          |

內涵为倡導師范仁道，追求高尚；倡導愛人以德，追求和諧；倡導研精思覃，追求真理；倡導勤奮踏實，追求卓越。該校訓由國立師範學院創校院長廖世承先生提出，於1939年1月14日，《國師季刊》創刊號發表。

### 校風
|                    | 勤勉嚴謹 求實創新 |
| ——湖南师范大学校风 |                   |

校風取自原有老校訓「勤勉嚴謹、求實創新、獻身教育、團結奮進」中的前兩句。

## 部門单位
党政部门有黨委員會辦公室、黨委員會組織部、機關黨委員會、黨校、黨委員會宣傳部、黨委員會統一戰線工作部、學生工作部（處）、紀律委員會辦公室（監察處）、工會、校友總會、共青團委員會、校長辦公室（督查室）、教務處（本科教學工作評估建設辦公室）、研究生院、科學技術處、社會科學處、人事處（教師工作部）、財務處、發展規劃與學科建設處（双一流建设辦公室）、保衛處（綜合治理辦公室）、基礎建設處、後勤管理處（後勤集團）、資產與實驗室管理處、房地產管理處、審計處、離退休工作處、國際交流合作處（港澳臺辦公室）、招生與就業指導處、關心下一代工作委員會、校醫院、人口與計劃生育辦公室。
直属单位有信息化中心、醫院管理辦公室、湖南师范大学檔案館、湖南师范大学出版社、湖南师范大学圖書館、湖南师范大学期刊社、美育發展與研究中心、中學生理化报、湖南省高等教師培訓中心、湖南省教育管理幹部培訓辦公室、中國人民武裝警察部隊駐湖南師範大學選擇培養辦公室、湖南师范大学教育基金會、基礎教育發展中心、法律事務室、資產經營管理有限公司。
附属学校有湖南師範大學附屬中學、湖南師範大學附屬小學、湖南師範大學幼兒園、湖南師範大學新型師資培訓中心、湖南師範大學附屬岳陽長煉中學（岳陽市第十四中學）、湖南師範大學附屬桂東濂溪中學（桂東縣第一中學）、湖南師範大學長沙實驗中學（長沙市實驗中學）、湖南師範大學附屬藍田中學（漣源市第一中學）、湖南師範大學附屬高新實驗小學、湖南師範大學附屬武岡實驗中學（武岡市第一中學）、湖南師範大學附屬濱江學校、湖南師範大學附屬思沁學校、湖南師範大學附屬湘才學校、湖南師範大學第二附屬中學、湖南師範大學附屬五雅中學、湖南師範大學附屬德山學校、湖南師範大學附屬定安中學、湖南師範大學附屬樹仁學校、湖南師範大學思沁新化實驗學校、湖南師範大學附屬田家湖實驗學校、湖南師範大學附屬高陽學校、湖南師範大學附屬濱江幼兒園、湖南師範大學附屬陶子湖學校、湖南師範大學附屬懷化學校。
附属医院有湖南師範大學第一附屬醫院（湖南省人民醫院）、湖南師範大學第二附屬醫院（中國人民解放軍第九二一醫院）、湖南師範大學附屬湘東醫院、湖南師範大學附屬湘南醫院（中國人民解放軍第九二二醫院）、湖南師範大學附屬長沙醫院（長沙第四醫院）、湖南師範大學附屬張家界醫院（張家界市人民醫院）、湖南師範大學附屬岳陽醫院（岳陽市二人民醫院）、湖南師範大學附屬光琇醫院（湖南光琇醫院）、湖南師範大學附屬望城人民醫院、湖南師範大學附屬長沙市婦幼保健院。

## 院系设置
湖南师范大学设有以下学院：
- 地理科学学院
- 法学院
- 工程与设计学院（职业技术学院）
- 公共管理学院
- 国际汉语文化学院
- 化学化工学院
- 继续教育学院
- 教育科学学院
- 历史文化学院
- 旅游学院
- 马克思主义学院
- 美术学院
- 商学院
- 生命科学学院
- 世承书院
- 数学与统计学院
- 体育学院
- 外国语学院
- 文学院
- 新闻与传播学院
- 物理与电子科学学院
- 信息科学与工程学院
- 医学部
- 音乐学院
- 创新创业学院
- 教师教育学院
- 树达学院

## 學科建設
截至2019年11月，學校擁有國家「世界一流建設學科」1個，湖南省「國內一流建設學科」5個，湖南省「國內一流培育學科」15個。有34個碩士學位授權一級學科與24種碩士專業學位授權類別、擁有21個博士學位授權一級學科、教育博士專業學位授權類別，以及20個博士後科研流動站。

### 一流学科
國家世界一流建設學科有外國語言文學。湖南省國內一流建設學科有教育學、數學、哲學、中國語言文學、生物學。湖南省國內一流培育學科有法學、馬克思主義理論、體育學、新聞傳播學、物理學、化學、地理學、音樂與舞蹈學、美術學、政治學、心理學、中國史、生態學、理論經濟學、統計學。

### 硕士学科
碩士學位授權一級學科有哲學、理論經濟學、應用經濟學、法學、政治學、社會學、馬克思主義理論、教育學、心理學、體育學、中國語言文學、外國語言文學、新聞傳播學、中國史、世界史、數學、物理學、化學、天文學、地理學、生物學、統計學、電子科技與技術、計算機科學與技術、化學工程與技術、軟件工程、基礎醫學、公共衛生與預防醫學、藥學、工商管理、戲劇與影視學、美術學、設計學、音樂與舞蹈學。碩士專業學位授予點有教育、法律、公共管理、翻譯、體育、漢語國際教育、藝術碩士、工商管理、應用統計、應用心理、新聞與傳播碩士、出版碩士、工程（電子與通信工程、計算機技術、軟件工程、化學工程、機械工程、生物工程）、旅遊管理、金融、社會工作、臨床醫學、護理學、文物與博物館、公共衛生、會計。

### 博士学科
博士學位授權一級學科有哲學、理論經濟學、法學、政治學、馬克思主義理論、教育學、心理學、體育學、中國語言文學、外國語言文學、新聞傳播學、中國史、數學、物理學、化學、地理學、生物學、統計學、藝術學理論、美術學。博士專業學位授予點有教育学。博士後科研流動站有哲學、理論經濟學、中國語言文學、數學、物理學、政治學、教育學、英語語言文學、歷史學、馬克思主義理論、心理學、地理學、生物學、生態學、統計學、音樂與舞蹈學、化學、法學、中國體育學。

## 人才培养
截至2019年11月，學校擁有國家級科學研究基地（中心）4個，省部共建國家重點實驗室1個，國家地方聯合工程實驗室2個，省部共建國家重點實驗室培育基地2個、省部共建教育部重點實驗室4個、省部級研究中心3個、省部共建「2011協同創新中心」1個、湖南省「2011協同創新中心」3個、湖南省重點實驗室13個、湖南省工程技術研究中心1個、湖南省國際科技創新合作基地1個，湖南省工程實驗室2個、湖南省高校重點實驗室5個、湖南省高校產學研合作示範基地5個、省級專業特色智庫3個、湖南省社會科學研究基地8個、湖南省高校哲學社會科學重點研究基地6個。
- 國家級科學研究基地（中心）：教育部人文社會科學重點研究基地湖南師範大學道德文化研究中心、中國語言文學國家文科基礎學科人才培養和科學研究基地、歷史學國家文科基礎學科人才培養和科學研究基地、教育部基礎教育課程研究湖南師範大學中心。
- 省部共建國家重點實驗室：淡水魚類發育生物學國家重點實驗室。
- 國家地方聯合工程實驗室：石化新材料與資源精細利用實驗室、動物多肽藥物創制實驗室。
- 省部共建國家重點實驗室培育基地：蛋白質組學與發育生物學實驗室培育基地、微生物分子生物學生物學實驗室培育基地。
- 省部共建教育部重點實驗室：高性能計算與隨機信息處理實驗室、蛋白質化學與魚類發育生物學實驗室、低維量子結構與調控實驗室、化學生物學與中藥分析實驗室。
- 部級研究中心：多倍體魚繁殖與育種技術教育部工程研究中心、農業部鯉鯽遺傳育種中心、國家體育總局體育社會科學重點研究中心。
- 省部共建「2011協同創新中心」：中國特色社會主義道德文化省部共建協同創新中心。
- 湖南省「2011協同創新中心」：量子效應及其應用協同創新中心。
- 湖南省重點實驗室：微生物分子生物學湖南省重點實驗室、蛋白質組學與發育生物學湖南省重點實驗室、創意設計及應用湖南省重點實驗室、體適能與運動康復湖南省重點實驗室、植物單體開發與利用湖南省重點實驗室、認知與人類行為湖南省重點實驗室等。
- 湖南省工程技術研究中心：湖南省青年馬克思主義者培養工程研究中心。
- 湖南省國際科技創新合作基地：湖南省動物腸道生態與健康國際聯合實驗室。
- 湖南省工程實驗室：多肽藥物實驗室、石化材料實驗室。
- 湖南省高校重點實驗室：微生物學與生物技術實驗室、洞庭湖流域資源利用與環境變化實驗室、資源精細化與先進材料實驗室、計算與隨機數學及其應用實驗室、服裝品牌策劃與數字化集成技術實驗室。
- 湖南省高校產學研合作示範基地：多肽與核酸藥物產學研基地。
- 湖南省專業特色智庫：道德文化研究院、「一帶一路」文化交流與傳播研究中心、生態環境保護法治研究中心。
- 湖南省社會科學研究基地：公民道德建設研究基地、湖湘文化研究基地、中外文化傳播研究基地、課程與教學改革研究基地、旅遊與休閒研究基地、湖南省傳媒發展研究基地、大國經濟發展研究基地、漢字文化與藝術研究基地。
- 湖南省高校哲學社會科學重點研究基地：外語基礎教育研究中心、縣域發展研究中心、中國現代文學研究中心、WTO與現代國際法研究中心、中國傳播與現代化研究中心、近現代中國研究中心。

## 師資力量
截至2020年4月，學校現有專任教師1960餘人。其中中國科學院院士3人（含雙聘院士2人），中國工程院院士3人（含雙聘院士2人），歐洲科學院院士1人，國務院學科評議組成員5人，國家級教學團隊4個，全國首批「黃大年式」教師團隊1個；擁有國家「百千萬人才工程」人選10人，享受國務院政府特殊津貼者77人，國家有突出貢獻的中青年專家6人，國家傑出青年科學基金獲得者10人，國家「萬人計劃」哲學社會科學領軍人才5人，「萬人計劃」科技創新領軍人才1人，中宣部文化名家暨「四個一批」人才工程入選者6人，國家「萬人計劃」青年拔尖人才1人，國家自然科學基金優秀青年科學基金獲得者5人，國家教學名師5人，教育部「新（跨）世紀優秀人才支持計劃」資助者等35人、財政部「會計名家培養工程」人選1人，科技部中青年科技創新領軍人才2人，湖南省科技領軍人才2人，湖南省「芙蓉學者」獎勵計劃人選46人、湖南省「百人計劃」特聘專家31人、湖南省「新世紀121人才工程」人選76人、湖南省「普通高等學校學科帶頭人」37人、湖南省「有突出貢獻的社會科學專家」1人、湖南省「優秀社會科學專家」14人，湖南省「湖湘青年英才」支持計劃人選22人，湖湘高層次人才聚集工程26人。
- 中國工程院院士：劉少軍（專職院士）、麥康森（雙聘院士）、印遇龍（雙聘院士）。
- 中國科學院院士：姚守拙（專職院士）、周成虎（雙聘院士）。
- 國家有突出貢獻的中青年專家：唐凱麟、梁宋平、謝自楚、王永久、楊向群、陳傳淼。
- 國務院學科評議組成員：尹韻公、蔣洪新、張懷承、蔡美花、蔣新苗。
- 國家「萬人計劃」領軍人才：歐陽嶢、蔣新苗、吳家慶、湯素蘭、劉紅榮、易小明、郭輝。
- 國家傑出青年科學基金獲得者：張健、匡樂滿、蔡榮根、劉少軍、易俗。
- 國家級教學名師：蔡美花、唐凱麟、白解紅、李育民、肖鵬飛。
- 「百千萬人才工程」國家級人選：夏立秋、張健、蔣洪新、歐陽嶢、王善平、匡樂滿、唐賢清、蔣新苗、祝益民、歐陽鋼、楊小民。

## 校園环境

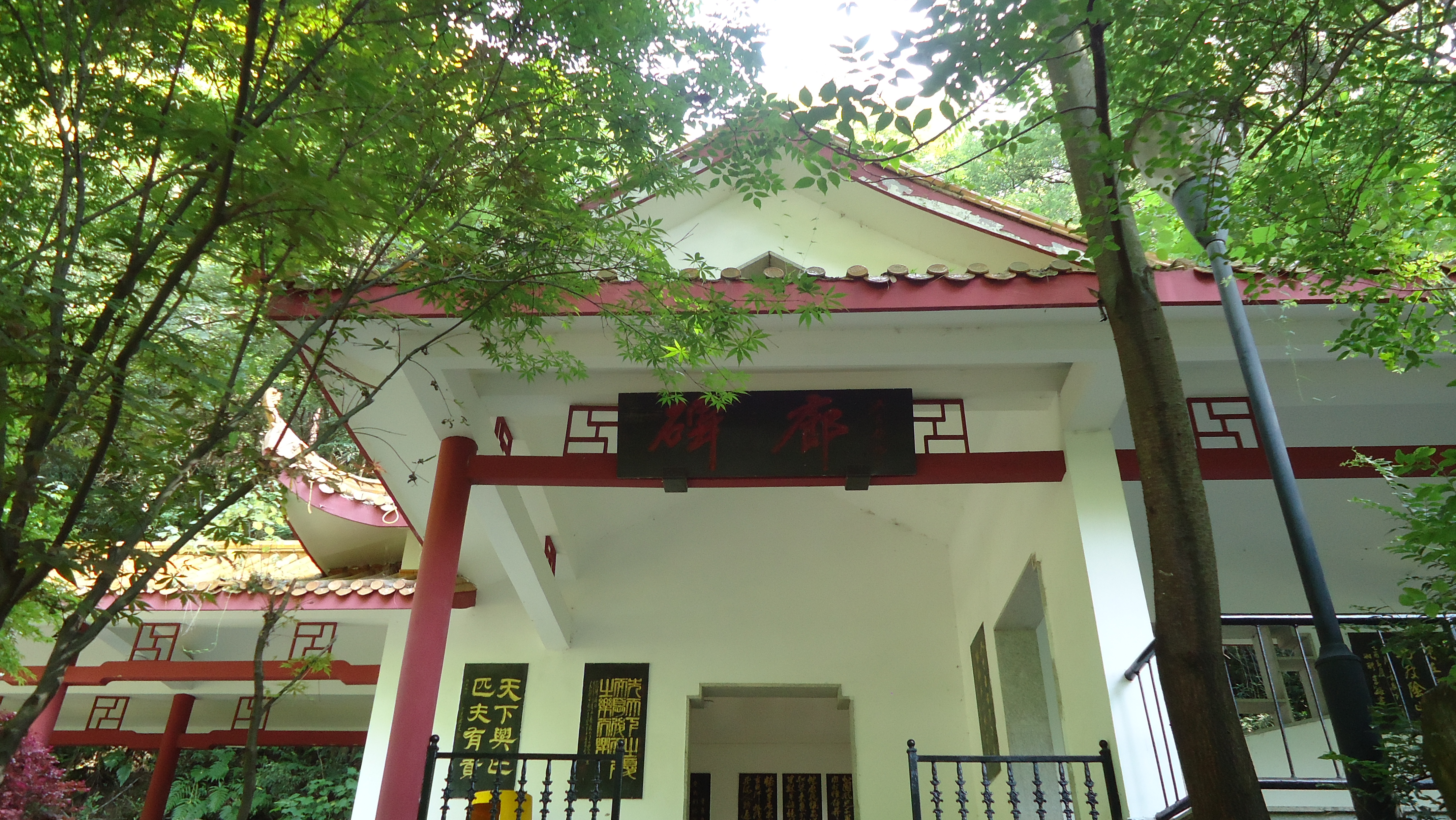
碑廊

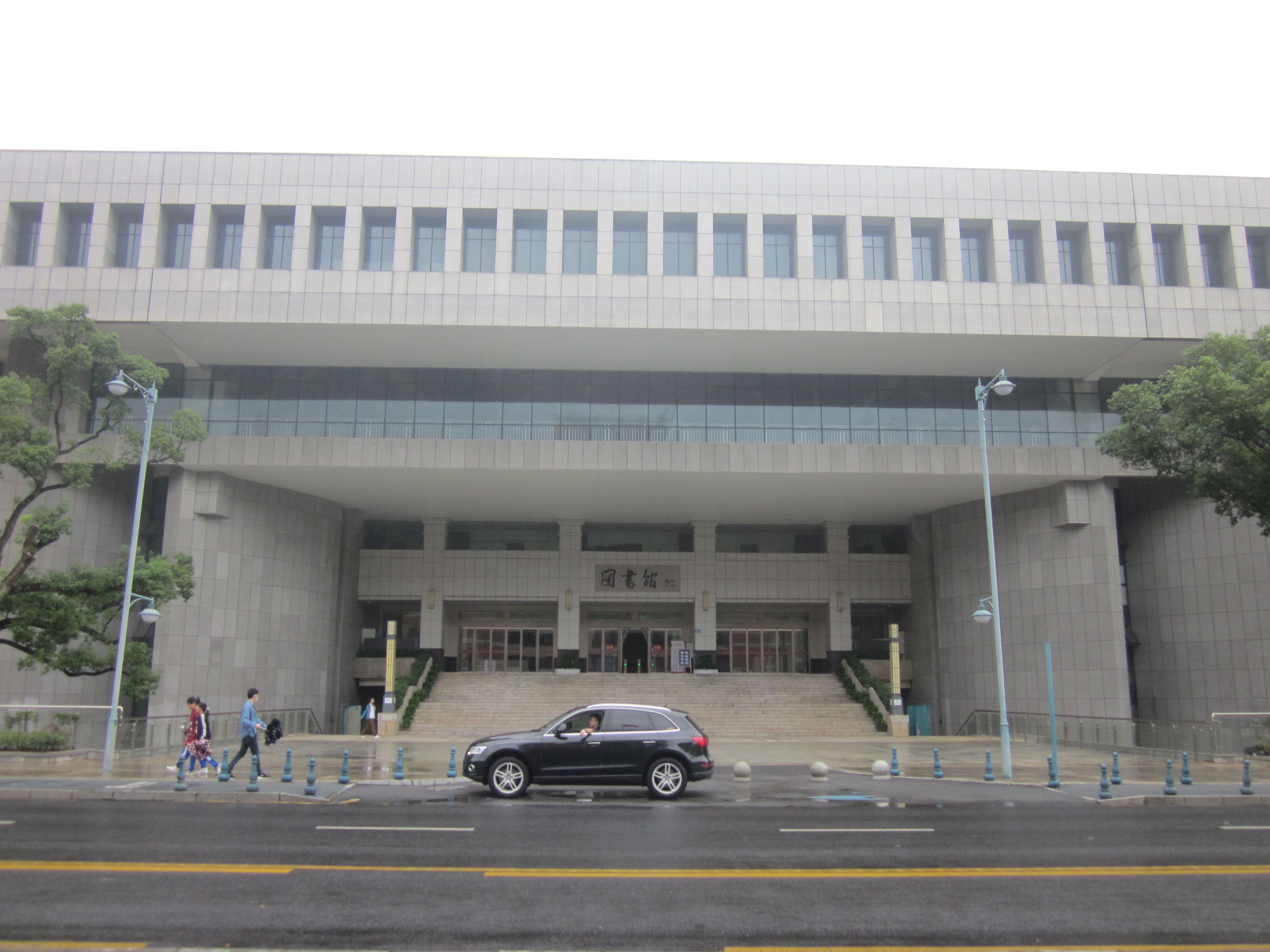
逸夫图书馆

### 校園八景
- 黌門聽濤：黌門，校門之古稱謂也。新建校門臨江而峙，雄視洲野，觀浪聽濤，守土護園。校門造型別緻，似門無門，寓意開門辦學，崇尚國際視野、天下情懷。[21]
- 蘭臺夕照：蘭臺，藏書閣古稱謂。圖書館周正沉穩，舍廣藏豐。斜陽初照，讀者魚貫而入。館舍四周，綠茵匝地，學人流連，書香四溢。[22]
- 木蘭春曉：每當春天來臨，木蘭路上一夜喜雨，千朵萬朵木蘭花開。枝頭繁花似錦，花海人流如織。[23]
- 岳亭煙雨：岳王亭景區包括麓山忠烈祠、岳王亭、共青湖、赫石坡、七三軍抗日陣亡將士公墓、詩詞碑廊諸處。景區內山水相伴，四季輪迴皆入畫，煙雨朦朧更相宜。巍巍麓山埋忠骨，硌硌赫石銘豐功，歷史煙雲鳴警鐘。是為勝景，更兼愛國主義教育基地。[24]
- 鎔園樟韻：湖南師範大學附屬中學鎔園取名自傑出校友朱鎔基（原國務院總理）。園內四株古樟遮天蔽日，華蓋亭亭，渾然一體，見證附中百年風雨、今日輝煌。[25]
- 樟園晨曦：校園景區包括樟園、楊樹達塑像、文學院與歷史文化學院大樓諸處。香樟林立，蘭草依依。旭日東昇，晨曦微露，莘莘學子捧卷誦讀於此，書聲琅琅，青春激揚。[26]
- 藝苑和聲：藝術廣場為美院設計樓、美術樓、音樂學院和樂樓所環繞。設計樓箭指蒼穹，如椽畫筆著丹青；和樂樓懷擁廣場，瑟瑟長奏天籟音。[27]
- 紅樓映翠：紅樓景區包括紅樓、校辦公樓、紅樓廣場、上游村諸處。是處古木參天，綠陰如蓋，紅牆點綴其間，若隱若現，有如妙手著丹青。[28]

### 麓山忠烈祠
第三批國家級抗戰紀念設施、遺址名錄。麓山忠烈祠緊鄰湖南師範大學景德樓（為法學院、公共管理學院與馬克思主義學院等三個學院的教學大樓）的麓山忠烈祠建立於民國28年（1939年），是時任國民革命軍第四軍總司令劉建緒為祭奠國民革命軍第四軍閩、浙、贛、皖四區綏靖共軍陣亡將士，以及抗日戰爭陣亡將士，仿古建築而建的忠烈祠，並非訛傳前身為岳王（岳飛）廟。祠內大廳懸掛劉建緒所題「允武且仁」匾額，由書法家譚澤闓（已故中華民國國民政府主席譚延闓之弟）書寫。麓山忠烈祠與岳王亭、國民革命軍陸軍第七十三軍抗戰陣亡將士墓共同組成湖南師範大學校園內的「嶽麓山抗戰文化園」，為學校愛國主義教育基地。

## 知名校友
| - 科學界 - 晨星旦，中国科学院院士，理化學系46级（國立師範學院時期） - 孫家鍾，中國科學院院士，理化學系47級（國立師範學院時期） - 劉 筠，中国工程院院士，博物學系48级（國立師範學院時期） - 夏家輝，中国工程院院士，生物學系57級 - 張慧廉，2005年国家科技进步一等奖获得者，生物學系59級 - 印遇龍，中国工程院院士，生物學系74級 - 陳大可，中國科學院院士，物理學系77級 - 紹明安，中國科學院院士，物理學系78級 - 譚蔚泓，中國科學院院士，開發中國家科學院院士，物理學系78級 - 龔新高，中國科學院院士，物理學系78級 - 劉少軍，中國工程院院士，生物學系82級 - 政治界 - 熊清泉，原中國共產黨湖南省委員會書記、原湖南省省長，史地學系48級（國立師範學院時期） - 蔡長松，原中央組部第六地方巡视组组长，政治教育學系62級 - 周玉清，原全國總工会副主席，中國文學系64級 - 李適時，原全國人民代表大會常務委員會法制工作委員會主任、原國務院副祕書長，英語學系74級 - 呂煥斌，現任湖南省人民政府參事，中國文學系77級 - 歐陽淞，原中國共產黨中央黨史研究室主任、原中央組織部副部長，中國文學系78級 - 李微微，現任湖南省政協主席、原湖南省政協黨組書記，中國文學系78級 - 龔曙光，現任湖南省人民政府參事，中國文學系78級 - 黃蘭香，現任中國共產黨湖南省委員會常務委員、湖南省委統戰部部長，數學系79級 - 易煉紅，現任江西省委副書記、江西省省長，政治學系82級 - 劉夫生，原湖南省人民代表大會常務委員會主任、原湖南省政协主席，幹部訓練部83級 - 唐柏橋，六四天安門事件學生領袖，著名异议人士，哥倫比亞大學國際關係學院碩士，民主大學校長，政治學系87級 - 江天亮，現任全國人民代表大會社會建設委員會委員，電子信息學系97級 - 企業界 - 周建雄，湘潭電機集團有限公司董事長，數學系73級 - 劉浩一，湖南光明派派乳品有限公司董事長，全國十大女企業家，化學系73級 - 郭運斌，新疆匯通集团董事長，中國文學系76級 | - - 楊 波，湘泉集團董事长，政治學系77級 - 賀夢凡，湖南宏夢卡通傳播有限公司總經理，歷史學系77級 - 王 宏，湖南宏夢卡通傳播有限公司董事長，中國文學系77級 - 侯 勇，中石化長嶺煉化公司董事長，政治學系79級 - 何向明，南海發展股份有限公司董事长，政治學系80級 - 盧 平，湖南長沙卷煙廠廠長兼黨委書記、白沙集團總裁，哲學系03級研究生 - 文化藝術界 - 馬積高，古代文學史專家，國文學系43級（國立師範學院時期） - 羊春秋，韻文學家，國文學系44級（國立師範學院時期） - 何立偉，作家，中國文學系74級 - 駱曉戈，作家，中國文學系77級 - 韓少功，作家，中國文學系77級 - 何清漣，經濟學家，歷史學系79級 - 李生龍，湖南師範大學文學院教授，中國文學系82級 - 湯素蘭，中國兒童文學作家，中國文學系81級 - 張松輝，現任湖南大學嶽麓書院教授，中國文學系83級研究生 - 閻 真，作家，中國文學系85級研究生 - 王佑贵，作曲家，一級作曲家，音樂學系73級 - 李谷一，歌唱家，一级演員，音樂學系58級 - 陳思思，青年歌唱家，一級演員，音樂學系91級 - 沈 月，女演員、模特，電影電視學系14級 - 新聞傳播界 - 魏文彬，中國電視藝術家協會副主席、湖南省政協副主席，中國文學系74級 - 吕煥斌，湖南省廣電總局副局長、湖南經視臺臺長，中國文學系77級 - 王 志，著名主持人、記者，中國文學系82級 - 教育界 - 潘振球，中華民國第十任國史館館長、第八任臺灣省政府教育廳廳長，教育學系43級（國立師範學院時期） - 張楚廷，當代教育家，原湖南師範大學黨委書記、校長，數學系55級 |

## 合作交流
學校先後同45個國家與地區的187所大學和機構建立合作與交流關係，開展人員交流、教學和科研合作，並分別與俄羅斯喀山聯邦大學、韓國圓光大學、美國南猶他大學共建孔子學院，與俄羅斯下諾夫哥羅德國立格林卡音樂學院、英國中央蘭開夏大學、美國特拉華大學、德國柏林媒體設計學院開展中外合作辦學項目。學校擁有教育部來華留學示範基地、教育部出國留學培訓與研究中心、國務院僑辦華文教育基地，以及美國研究中心等三個國別與區域研究中心進入教育部國別和區域研究中心備案名單。2020年9月14日，在德國波茨坦大学的高度重視與大力支持下成立洪堡跨學科研究中心。
学校向香港、澳门和台湾招生。

## 大學排名
QS世界大學排名（亞洲地區）2021年：401—450名
上海軟科中國大學排名2020年：85名
艾瑞深校友會中國大學排名2021年：52名

## 外部鏈接
- 湖南師範大學官方網站 （页面存档备份，存于）
- 湖南師範大學本科招生信息網 （页面存档备份，存于）
- 湖南師範大學研究生院 （页面存档备份，存于）

28°11′11″N 112°56′50″E / 28.186504°N 112.947307°E